# Saint Armel des Boschaux
Pour les articles homonymes, voir Saint-Armel et Armel.
Saint Armel des Boschaux, ou plus simplement Saint Armel, est un saint breton. Selon la tradition hagiographique, il est né en 482 dans le Glamorgan, au pays de Galles et il est mort aux Boschaux, en Saint-Armel (Ille-et-Vilaine) en 552 (ou 570). .
Ses hagiographes et des légendes locales lient ce saint sauroctone à la figure mythologique du roi Arthur qui affronte un dragon à Lugnasad (calendes d'août). Comme ce rôle de tueur de dragon est également assumé par saint Armel fêté le 16 août, ces traditions témoignent probablement de la permanence de ce thème mythologique (opposition de l'ours et du dragon) lié aux grandes dates du calendrier celtique et montrent les liens de l'hagiographie armoricaine avec les mythologies celtes.

## Hagiographie
La vita de saint Armel est un récit hagiographique tardif, postérieur au XIIe siècle.
Selon l'hagiographe breton Albert Le Grand qui consacre plusieurs pages à ce personnage dans Les Vies des saints de la Bretagne Armorique publiées en 1636, Armel naît en 482 dans une ville romaine du pays de Galles, Caput Bovium, appelée par la suite Boverton (en), qui se trouve situé au royaume de Meurig, père d'Athrwys (personnage qui serait à l'origine du souverain légendaire, le roi Arthur). Le nom Armel (en breton et en gallois Arthmael, issu de arth', « ours », et mael « prince ») présente une parenté avec celui d'Arthur (issu du celtique art désignant l'ours). Ses parents étant d'origine princière, il est tentant d'assimiler Armel à Athrwys et à l'aristocratie britto-romaine qui joue un rôle important à l'époque de l'émigration bretonne en Armorique. 
Élevé dans un monastère, il passe en Bretagne continentale et débarque du côté de l'aber Beniged en 518. Il s'installe à Plouarzel (« paroisse d'Armel ») puis est appelé à la cour auprès du roi Childebert Ier, dont il devient le conseiller pendant six ans et opère de nombreux miracles. Il passe ensuite quelque temps à Beaumont-la-Ronce (près de Tours) qui a fait de lui son saint patron. Le roi lui aurait donné, à son retour en Bretagne, les deux paroisses qui portent son nom : Ploërmel où ses reliques étaient conservées au Moyen Âge, et Plouarzel. Il aurait aussi laissé son nom à certaines de ses étapes : Ergué-Armel, Plouharnel, Saint-Armel dans le Morbihan.
Après avoir effectué de nombreux déplacements d'un oratoire à un autre, il se retire aux Boschaux à Saint-Armel en Ille-et-Vilaine où le roi breton Judwal lui offre de la terre au sud de Rennes pour y bâtir un monastère. Il meurt en ce lieu.

## Reliques
Selon sa légende, il débarrassa le pays d'un dragon qu'il noya dans la Seiche. La mâchoire, relique présumée de saint Armel est encore visible à l'église de Saint-Armel (Ille-et-Vilaine). Dans cette même église est conservé un sarcophage qui serait sa tombe.
L'église Saint-Étienne de Château-Renard (Loiret) possède des reliques de saint Armel. Il a une chapelle à Montlouis (canton de Tours), et des pèlerinages lui sont dédiés à Crotelles (canton de Château-Renault).

## Sources
- Henri Poisson, Vie de saint Armel, Rennes, Imprimerie G. Laigneau, 1958.
- Les noms qui ont fait l'histoire de Bretagne, 1997 (au moins sept rues en Bretagne portent son nom).